# 소켓 G2

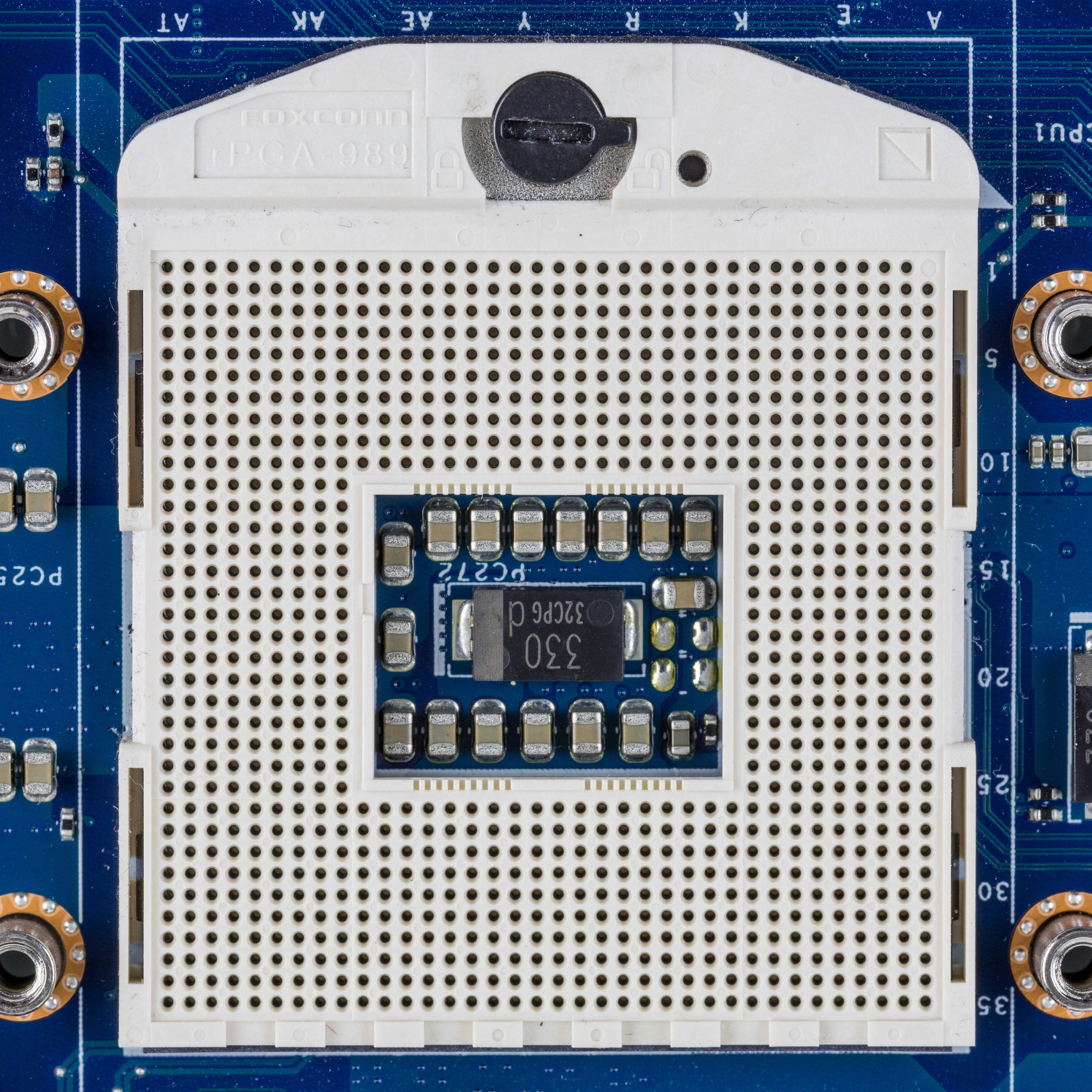
소켓 G2

소켓 G2(Socket G2) 또는 rPGA 988B는 인텔 코어 2 라인의 후속 제품인 모바일 코어 i7 라인과 여러 모바일 코어 i5 및 코어 i3 프로세서와 함께 사용되는 인텔의 CPU 소켓이다. 인텔의 샌디브리지 및 아이비브리지 아키텍처를 기반으로 한다. 이전 소켓 G1 시스템과 마찬가지로 듀얼 채널 메모리 모드에서만 실행될 수 있지만 데이터 속도는 최대 1600MHz이다(LGA-1366 플랫폼 및 후속 제온 소켓에 고유한 삼중 채널 모드와 반대). 소켓 G2 CPU는 FCPGA988 소켓 프로세서라고도 하며 PPGA988과 핀 호환이 가능해야 한다.
이 소켓을 사용하는 거의 모든 마더보드는 랩탑과 같은 모바일 제품용으로 설계되었지만 이를 사용하는 일부 데스크탑 보드도 존재한다. 예를 들어 슈퍼마이크로는 QM77 칩셋을 사용하여 여러 개의 미니 ITX 마더보드를 생산했다.

## 같이 보기
- 인텔 마이크로프로세서 목록
- 소켓 M
- 소켓 G3
- 소켓 G1
- 소켓 M